# Лі Цзяньжоу
Лі Цзяньжоу (кит.: 李坚柔; нар. 15 серпня 1986, Гірин, Китай) — китайська ковзанярка, спеціаліст із шорт-треку, олімпійська чемпіонка, п'ятиразова чемпіонка світу, дворазова призерка Універсіади. 
Золоту медаль олімпійської чемпіонки Лі виборола на зимових Олімпійських ігор 2014 року на дистанції 500 м.